# Штанська угода

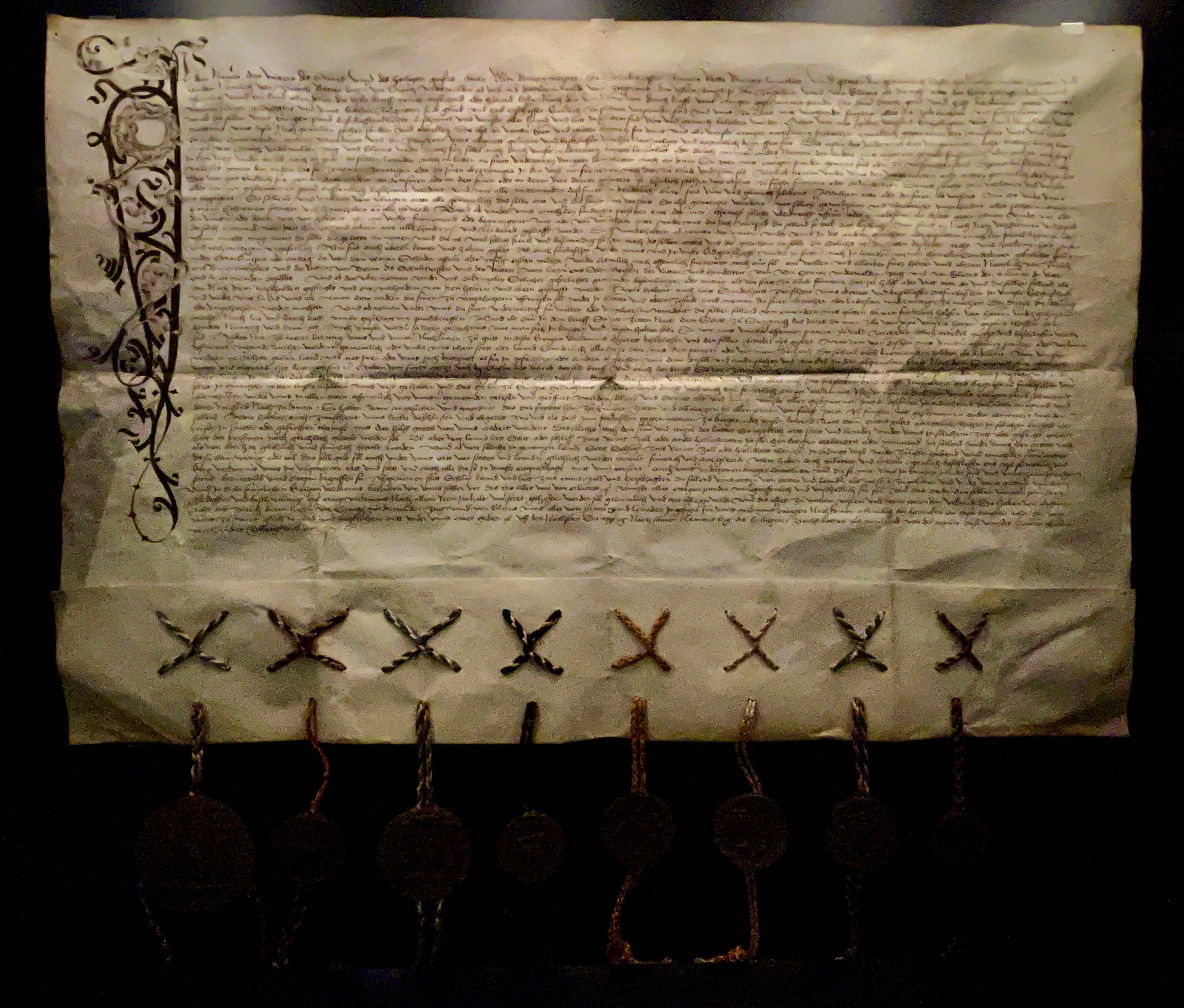
Штанська угода

Штанська угода (нім. Stanser Verkommnis) — договір, укладений у грудні 1481 року між вісьмома кантонами Старої швейцарської конфедерації, який врегулював внутрішній конфлікт, а саме протистояння між міськими та сільськими кантонами. Унаслідок цього союз до 1513 року розширився до тринадцяти членів.

## Передісторія
Зовні Швейцарська конфедерація закріпила свій авторитет у Бургундських війнах 1474—1477 років: у битві під Муртеном 1476 року бургундський герцог Карл Сміливий зазнав своєї найгіршої поразки, а в битві під Нансі втратив життя. Водночас усередині конфедерації виникли суперечки щодо розподілу трофеїв та укладання взаємної комбуржуазії між Цюрихом, Берном і Люцерном з одного боку та Фрібуром і Золотурном з іншого.
Ситуація загострилася після «Saubannerzug» — походу близько 2000 вояк з Урі, Швіцу, Унтервальдену, Цугу і Люцерну під час карнавалу в лютому 1477 року. Цей загін із польовим знаменом, на якому була зображена свиня на синьому тлі, мав вирушити до тодішньої савойської Женеви, щоб стягнути невиплачену військову контрибуцію. Однак їх зупинили міські кантони, насамперед Берн, ще до Лозанни: місто Женева, аби звільнитися від нападників, виплатило ходакам 8000 гульденів. Аби прискорити відхід грабіжників, женевці також надали кожному з 1700 учасників по два гульдени та видали алкоголь на дорогу. Для запобігання подібним нападам із земель Центральної Швейцарії в майбутньому, міські кантони уклали між собою окремі союзи.

## Тагзатцунг у Штансі

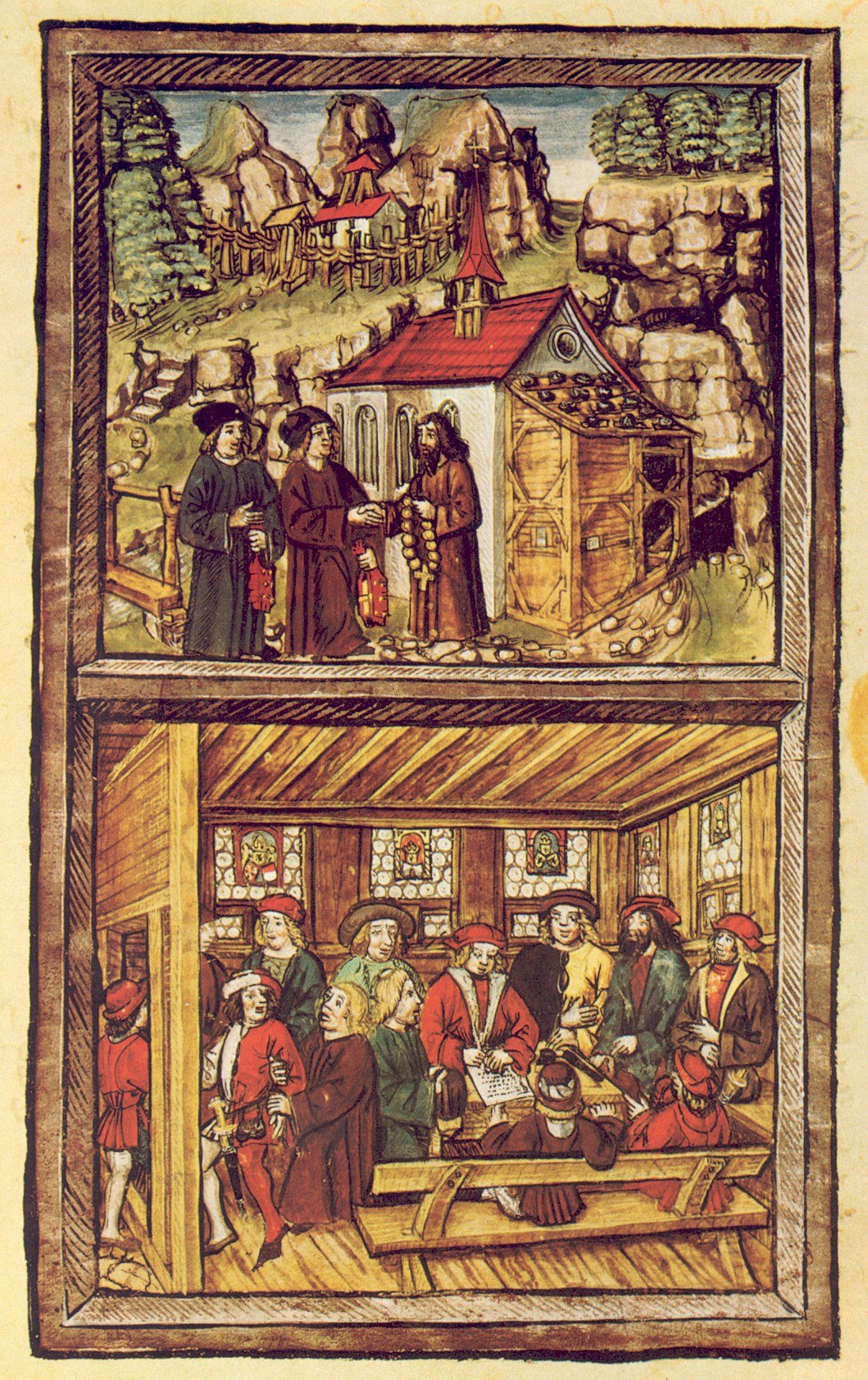
Ілюстрація подій у Люцернській хроніці 1513 року, Дібольд Шиллінг Молодший

У грудні 1481 року посланці восьми кантонів зустрілися в Штансі на тагзатцунгу, щоб провести переговори з низки конфліктних питань. Переговори опинилися на межі зриву — і це загрожувало самому існуванню союзу.
Як описав у Люцернській хроніці Дібольд Шиллінг Молодший, який був присутній на тагзатцунгу, патову ситуацію було вирішено 22 грудня завдяки посланню відлюдника Ніклауса фон Флюе, знаного як Брат Клаус Ранфтський. Штанський пастор Гайні (Гаймо) Амгрунд прийшов уночі до Брата Клауса та повернувся наступного дня в обід зі сприятливою звісткою, що дозволило сторонам укласти угоду. Зміст самого послання, на жаль, не зберігся.
Сьогодні від пам'ятника Вінкельріду над селом Штанс починається піший паломницький маршрут «Шлях брата Клауса» через Ранфтську ущелину, який також є однією з ділянок шляху Святого Якова.

## Зміст
Компроміс полягав у прийнятті до союзу Фрібуру та Золотурну з одночасним скасуванням комбуржуазії. Угода передбачала:
- заборону насильницьких нападів на співпобратимів чи їхніх союзників;
- зобов'язання інших кантонів захищати кантон, який зазнав нападу;
- покарання кривдників судами їхньої батьківщини або судами за місцем злочину;
- заборону громадських зборів або зібрань без дозволу влади;
- заборону підбурювання підлеглих іншого кантону;
- обов'язок кантонів посередничати у разі повстань підлеглих інших кантонів;
- підтвердження Попівської та Земпахської хартій.

Союзи мали поновлюватися кожні п'ять років із публічним проголошенням усіх трьох угод. Крім того, військову здобич передбачалося розподіляти пропорційно до чисельності залучених військ.